# Liste der denkmalgeschützten Objekte in Blšany
Grundlage dieser Liste der denkmalgeschützten Objekte in Blšany ist die ÚSKP-Liste (Ústřední seznam kulturních památek České republiky, deutsch Zentrale Liste der Kulturdenkmäler der Tschechischen Republik), die von der tschechischen Denkmalschutzbehörde NPÚ (Národní památkový ústav, deutsch Nationale Denkmalbehörde) seit 1987 geführt wird und an die seit dem Jahr 1850 geschaffenen Listen anschließt.

## Blšany(Flöhau)
| Lage                                                            | Objekt                                                              | Beschreibung                        | ÚSKP-Nr.                  | Bild                                 |
| --------------------------------------------------------------- | ------------------------------------------------------------------- | ----------------------------------- | ------------------------- | ------------------------------------ |
| Blšany, Náměstí, Kostelní (Standort)                            | Michaelskirche (Kostel svatého Michala)                             | Kirche des Erzengels Michael        | 43473/5-1065 Info Katalog | weitere Bilder                       |
| Blšany, an der Straßenkreuzung in Richtung Blšany (Standort)    | Nischenkapelle des hl. Wenzel (Výklenková kaplička svatého Václava) | Nischenkapelle des hl. Wenzel       | 43348/5-1232 Info Katalog | weitere Bilder                       |
| Blšany, in der Giebelwand des Hauses Pražská Nr. 113 (Standort) | Nischenkapelle (Výklenková kaplička)                                | Nischenkapelle                      | 43410/5-1067 Info Katalog | Nischenkapelle (Výklenková kaplička) |
| Blšany, Náměstí 2 (Standort)                                    | Pfarrhaus                                                           | Pfarrhaus                           | 42660/5-1066 Info Katalog | Pfarrhaus                            |
| Blšany, Náměstí 29/4 (Standort)                                 | Rathaus                                                             | Rathaus                             | 42730/5-1064 Info Katalog | Rathaus                              |
| Blšany, Náměstí (Standort)                                      | Nepomukstatue (Socha svatého Jana Nepomuckého)                      | Statue des hl. Johannes von Nepomuk | 43658/5-1068 Info Katalog | weitere Bilder                       |

## Liběšovice (Lischwitz)
| Lage                                                  | Objekt                                                     | Beschreibung                  | ÚSKP-Nr.                  | Bild                                                       |
| ----------------------------------------------------- | ---------------------------------------------------------- | ----------------------------- | ------------------------- | ---------------------------------------------------------- |
| Liběšovice, am Dorfplatz (Standort)                   | Dreifaltigkeitskapelle (Kaple Nejsvětější Trojice)         | Dreifaltigkeitskapelle        | 42603/5-1231 Info Katalog | weitere Bilder                                             |
| Liběšovice, bei der Dreifaltigkeitskapelle (Standort) | Statue des hl. Judas Thaddäus (Socha svatého Judy Tadeáše) | Statue des hl. Judas Thaddäus | 42553/5-1234 Info Katalog | Statue des hl. Judas Thaddäus (Socha svatého Judy Tadeáše) |

## Malá Černoc (Kleintschernitz)
| Lage                                                                     | Objekt                               | Beschreibung   | ÚSKP-Nr.                  | Bild                                 |
| ------------------------------------------------------------------------ | ------------------------------------ | -------------- | ------------------------- | ------------------------------------ |
| Malá Černoc, im Garten vom Haus Nr. 145 (Standort)                       | Grenzstein (Hraniční kámen)          | Grenzstein     | 43062/5-1267 Info Katalog | BW                                   |
| Malá Černoc, an der Straße nach Velká Černoc (Großtschernitz) (Standort) | Nischenkapelle (Výklenková kaplička) | Nischenkapelle | 53977/5-1268 Info Katalog | Nischenkapelle (Výklenková kaplička) |

## Siřem (Zürau)
| Lage                             | Objekt                                                                              | Beschreibung                                                     | ÚSKP-Nr.                  | Bild                               |
| -------------------------------- | ----------------------------------------------------------------------------------- | ---------------------------------------------------------------- | ------------------------- | ---------------------------------- |
| Siřem (Standort)                 | Kirche St. Marien Unbefleckte Empfängnis (Kostel Neposkvrněného početí Panny Marie) | Mariä-Unbefleckte-Empfängnis-Kirche                              | 43009/5-1235 Info Katalog | weitere Bilder                     |
| Siřem, bei der Kirche (Standort) | Rochusstatue (Socha svatého Rocha)                                                  | Statue des hl. Rochus                                            | 42445/5-1237 Info Katalog | Rochusstatue (Socha svatého Rocha) |
| Siřem 7 (Standort)               | Bauernhaus Nr. 7                                                                    | Bauerngehöft mit Wohnhaus, Scheune mit Trockenkammer und Scheune | 42716/5-1236 Info Katalog | Bauernhaus Nr. 7                   |

## Soběchleby (Oberklee)
| Lage                  | Objekt                                     | Beschreibung         | ÚSKP-Nr.                  | Bild           |
| --------------------- | ------------------------------------------ | -------------------- | ------------------------- | -------------- |
| Soběchleby (Standort) | Kirche des hl. Georg (Kostel svatého Jiří) | Kirche des hl. Georg | 42699/5-1430 Info Katalog | weitere Bilder |